# 질루르 라만
질루르 라만(벵골어: জিল্লুর রহমান, 1929년 3월 9일~2013년 3월 20일)은 2009년부터 2013년까지 대통령을 지낸 방글라데시의 정치인이었다. 그는 또한 아와미 연맹의 고위 회장단 멤버였다. 그는 셰이크 무지부르 라만과 지아우르 라만에 이어 방글라데시의 세 번째 대통령으로, 자연사한 첫 번째 대통령이다.

## 어린 시절
1929년 3월 9일, 키쇼레간지구 바이랍우파질라에 있는 할아버지의 집에서 태어났다. 아버지 메헤르 알리 미안은 변호사로 마이멘싱 지역위원회 위원장이자 키쇼레간지 구위원을 지내고 있었다.
바이랍 공립초등학교에서 공부를 시작한 그는 1946년 바이랍 K. B. 고등학교를 재학하다 다카 중급대학에 합격했다. 1년 뒤인 1947년 예술중간학위 (Intermediate of Arts)를 따며 졸업하였다. 1954년에는 다카 대학교에서 역사학 우등 문학석사와 법학사를 취득하였다.
그 사이 라만은 아와미연맹 소속 정치인이자 동갑이었던 이비 라만과 결혼하였다. 당시 그녀는 당내 여성문제 간사를 맡고 있었다. 이비는 2004년 다카 폭탄테러 당시 세상을 떠났다. 두 사람 사이에는 아들 하즈물 하산 파폰과 딸 둘, 타니아 바흐트와 타니마 바흐트를 두었다. 파폰은 현재 방글라데시 크리켓 협회 회장을 맡고 있으며 화학회사 벡심코 파르마 이사이자 국회의원도 지낸 경력이 있다.

## 정치 경력
1952년 라만은 벵골어 운동에 참여하였다. 이후 1970년 파키스탄 총선에서 아와미동맹 후보로 출마하여 국회의원으로 당선되었다. 방글라데시 독립 전쟁 당시에는 망명 정부에 활발히 참여하였으며, 전쟁이 끝난 뒤 1972년에는 아와미 동맹의 총서기장이 되었다. 이어진 1973년 총선에서 다시 한번 국회의원으로 당선되었다. 셰이크 무지부르 라흐만 대통령이 암살된 뒤로는 준타군에 체포되었고 4년간 감옥에 수감되기도 했다. 1996년 총선에서 아와미 동맹이 정권교체를 이뤄낸 뒤로는 2001년까지 내각 장관으로 재직하였다.
2008년 말 방글라데시 총선에서 아와이동맹이 다시 한번 승리하였고, 셰이크 하시나 전 총리는 질루르 라만을 차기 대통령에 지명하겠다고 발표하였다. 2009년 2월 12일 라만은 방글라데시의 제19대 대통령으로 취임하였다. 그는 재직 당시 21명을 사면하는 등의 관용 정책을 베풀었다. 1972년부터 2008년까지 방글라데시 대통령의 사면자 수는 총 4명에 불과했다. 당시 라만 대통령이 사면한 사람 중에는 변호사를 살해해 강변에 유기한 혐의로 사형 판결을 받았던 아흠 비프롭 (Ahm Biplob)이 있었는데, 2000년과 2001년 두 차례 살인 혐의로 종신형을 선고받았던 전적이 있었다. 비프롭의 어머니가 대통령에게 탄원서를 제출하면서 2011년 7월 라만 대통령은 변호사 살인사건은 사면 처리, 나머지 두 차례 살인사건은 10년형으로 감면 조치하였다.

## 사망
라만은 2013년 3월 20일 싱가포르의 마운트 엘리자베스 병원에서 84세의 나이로 숨을 거뒀다. 3월 9일 84세 생일을 맞이했을 당시 다카의 종합군병원에 머무르다 치명적인 폐감염 증상을 보여 3월 10일 응급기를 타고 싱가포르로 후송된 지 열흘 만이었다. 3월 11일부터는 신장과 호흡질환에 치료를 계속해오던 상황이었다.
싱가포르 주재 방글라데시 고등판문관인 마흐붑 우즈 자만은 "현지 시각으로 오후 6시 47분, 이곳 싱가포르의 병원에서 대통령이 서거했다"고 공식 발표하였다. 당시 그의 자녀가 함께하여 조용히 지켜보는 가운데 세상을 떠난 것으로 전해졌다. 질루르 대통령의 빈자리에는 압둘 하미드 국회의장이 3월 14일 대통령으로 임명되었다. 이후 대통령실 대변인은 하미드 대통령이 3일간 국가 추모기간을 선포했다고 밝혔다. 질루르 대통령은 다카의 바나니 묘지에 안장되었다.
라만 대통령의 사망 소식을 접한 셰이크 하시나 총리는 깊은 충격을 받았으며, 대통령의 사망이 "나라와 국민들께 막심한 손실"이라 밝혔다고 대변인이 밝혔다.